# De neger
De neger is een hoorspel van Hellmut Kleffel. Der Neger werd op 12 oktober 1959 door de Süddeutscher Rundfunk uitgezonden. Elisabeth Augustin vertaalde het en de NCRV zond het uit op vrijdag 27 december 1968. De regisseur was Wim Hazeu. Het hoorspel duurde 26 minuten.

## Rolbezetting
- Hans Karsenbarg (de gevangene)
- Tine Medema (Viviane Gouverneur)
- Tonny Foletta (René Perelley)
- Jeroen Krabbé (Guy Montserrat)
- Paul Deen (Gilbert Bozan)
- Carla Kriek (Jacqueline Ortal)

## Inhoud
In een bewogen en sterk dramatisch gekleurde monologue intérieur laat de auteur een neger vanuit zijn gevangeniscel zijn impressies, gedachten en gevoelens weergeven van zijn belevenissen uit het verleden, waarbij zijn bijna te sterk gevoelig geheugen een belangrijke rol speelt. O ja, ze zullen hem vast en zeker veroordelen, omdat hij eigenlijk niets meer weet en nergens een eed op kan doen. Hoe zal hij in ‘s hemelsnaam zijn onschuld moeten bewijzen? En is hij eigenlijk wel onschuldig? De toedracht van een en ander is hem niet meer bekend. Hoe was het allemaal ook alweer gebeurd? Ja, hij had gezongen: “What shall we do with the drunken sailor?”, dat wil zeggen hij had meegezongen hoewel hij niet wist waarom ze dat zeemanslied zongen en hoe alles verder in zijn werk was gegaan. En nog steeds klinkt het na in zijn oren. Je bent er eigenlijk ondersteboven van. Het is zo moeilijk je eigen verveling te herinneren! “De opwinding van al die mensen sloeg op mij over. Die ene zingende man hoorde ik niet eens.” Ja, natuurlijk moet er iemand begonnen zijn…